# Torre de San Juan
La Torre de San Juan (en italiano: Torre San Giovanni) es una estructura redonda situada en una colina en el extremo más occidental de la Ciudad del Vaticano, cerca de Radio Vaticano y con vistas a los jardines vaticanos. La torre medieval se encuentra a lo largo de un antiguo muro construido por el papa Nicolás III, que cayó en desuso a principios del siglo XX y fue reconstruido por el papa Juan XXIII en la década de 1960. 
En los tiempos modernos, las casas torre de apartamentos papales son utilizadas por los papas cuando los trabajos de mantenimiento se hacen en el Palacio Apostólico y también está reservado para los huéspedes ilustres de los pontífices. En 1979, el papa Juan Pablo II se trasladó temporalmente a la Torre de San Juan, mientras se terminaba el trabajo en su apartamento oficial. En 1971, el cardenal húngaro József Mindszenty se le permitió quedarse en la torre por el papa Pablo VI, cuando el prelado le permitió abandonar Budapest, donde había vivido en el asilo en la embajada de Estados Unidos. Después que el cardenal Tarcisio Bertone sustituyó al cardenal Angelo Sodano como secretario de Estado de la Santa Sede en el año 2006, el cardenal Bertone vivió en la torre mientras que el Cardenal Sodano continuó viviendo en la residencia oficial. 
En junio de 2008, la Santa Sede anunció que el papa Benedicto XVI daría la bienvenida al presidente estadounidense George Bush en la Torre de San Juan, durante la visita del presidente de Estados Unidos a la Ciudad del Vaticano ese mes, en retribución a Bush por la cálida recepción del papa en la Casa Blanca durante su visita de abril de 2008 en los Estados Unidos de América. Normalmente, el papa saluda a los jefes de Estado en su biblioteca privada en el Palacio Apostólico. 
En la actualidad, la Torre de San Juan es la sede de la Secretaría de Economía.